# Ядерна боєголовка змінної потужності

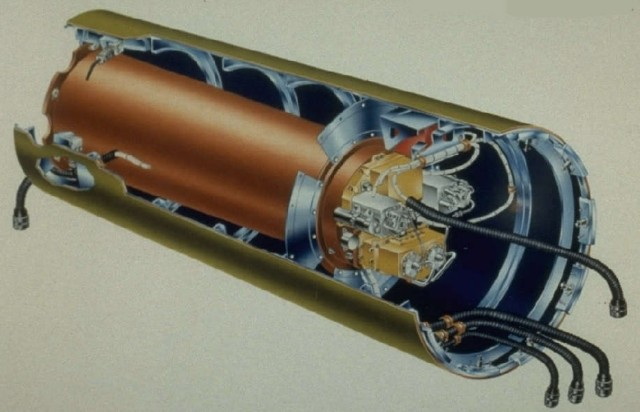
Боєголовка змінної потужності W85

Ядерна боєголовка змінної потужності — опція підриву, доступна на сучасних ядерних зарядах. Дозволяє оператору автоматично встановити необхідну потужність (тротиловий еквівалент) боєголовки для використання в різних ситуаціях (наприклад, зменшення потужності заряду може бути необхідно для ураження противника в безпосередній близькості від своїх сухопутних або морських сил, на території (акваторії) союзної або нейтральної держави). Одна з перших бомб з регульованою потужністю — B61 (Mod-10), дозволяє ступенево змінювати потужність підриву. Доступні значення в 0,3, 5, 10 і 80 кілотонн, що встановлюються наземним обслуговчим персоналом за допомогою відповідних регулювань всередині корпусу бомби до завантаження її на бомбардувальник.
Боєголовка змінної потужності W85. Технології зміни потужності існують від початку 1960-х років. Запущені у виробництво боєголовки з опцією підриву містять вищезазначене сімейство авіабомб B61, а також B83 (основний тип авіабомб США), W80 і W84 (що встановлюються на крилатих ракетах, у тому числі Томагавк), W85 (встановлювалися на БРСД Першинг II, в наш час[коли?] бл. 120 шт. встановлені на авіабомбах B61), WE177A (виробництво Великої Британії).
Найбільш широке поширення в сучасній ядерній зброї отримали двостадійні термоядерні заряди, що працюють за схемою Теллер-Улама, де під час першої стадії відбувається розподіл ядер (235U, 239Pu і рідше тощо), а під час другої стадії відбувається термоядерна реакція в контейнері, яка ініціюється енергією першій стадії за допомогою радіаційної імплозії.

## Методи зміни вихідної потужності
Відомо принаймні три методи зміни вихідної потужності:
- Зміна потужності першого (того, що ділиться) ступеня додаванням в процес термоядерного злиття за допомогою невеликих кількостей газу дейтерію або тритію, що збільшують потужність. Зазвичай газ впорскується за кілька секунд до детонації і його кількість може регулюватися.
- Зміна потужності шляхом зміни часу роботи зовнішнього випромінювача нейтронів, який являє собою мініатюрний прискорювач частинок, керуючий термоядерною реакцією за допомогою розгону дейтерію в тритієву мішень (можливий зворотний варіант), продукуючи короткий потужний імпульс нейтронів. Випромінювач в такому випадку відіграє роль додаткової ініціює щаблі. Вихідна потужність заряду регулюється виставленням часу роботи випромінювача і зміною щільності потоку нейтронів.
- Зниження потужності другого (термоядерного) ступеня за допомогою зниження потужності першої (для неповної детонації другого ступеня). Можливий також варіант блокування передачі енергії всередині боєголовки після ініціації першого ступеня, за допомогою заслінок (або схожого механізму). В останньому варіанті, за допомогою перекриття (або розфокусування) потоку випромінювання на другий ступінь, можна домогтися зменшення потужності заряду аж до відсутності детонації другого ступеня (мінімальна потужність).